# Sommerschafweide in Fußenäcker
Das Gebiet Sommerschafweide in Fußenäcker ist ein vom Landratsamt Münsingen am 31. Mai 1955 durch Verordnung ausgewiesenes Landschaftsschutzgebiet auf dem Gebiet der Gemeinde Zwiefalten.

## Lage
Das nur etwa 4,9 Hektar große Landschaftsschutzgebiet liegt etwa eine halben Kilometer nordwestlich des Ortsteils Hochberg nahe der Gemeindegrenze zu Pfronstetten am Süd- und Westhang des Spechtbergs. Es gehört zum Naturraum Mittlere Flächenalb und liegt in der Pflegezone des Biosphärengebiets Schwäbische Alb.
Der geologische Untergrund besteht aus Zementmergel-Formationen und dem oberen Massenkalk des Oberjuras.

## Landschaftscharakter
Die einstigen Schafweiden sind heute durch Aufforstung weitgehend bewaldet. Nur im Süden des Schutzgebiets befindet sich noch ein offeneres Magerrasenbiotop, das von der früheren Nutzung als Schafweide zeugt.